# Slangen en ladders

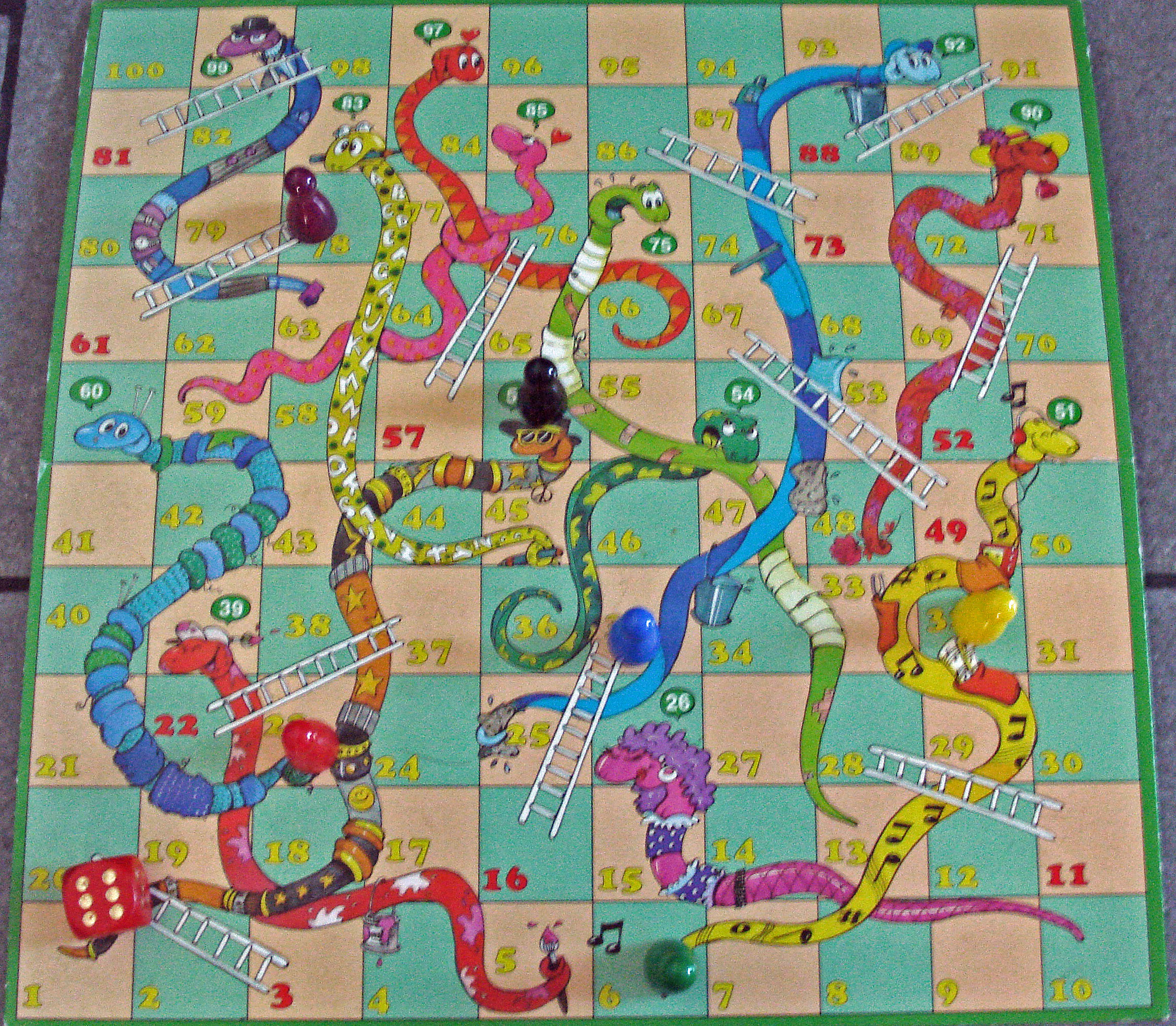
Slangen en ladders 10x10

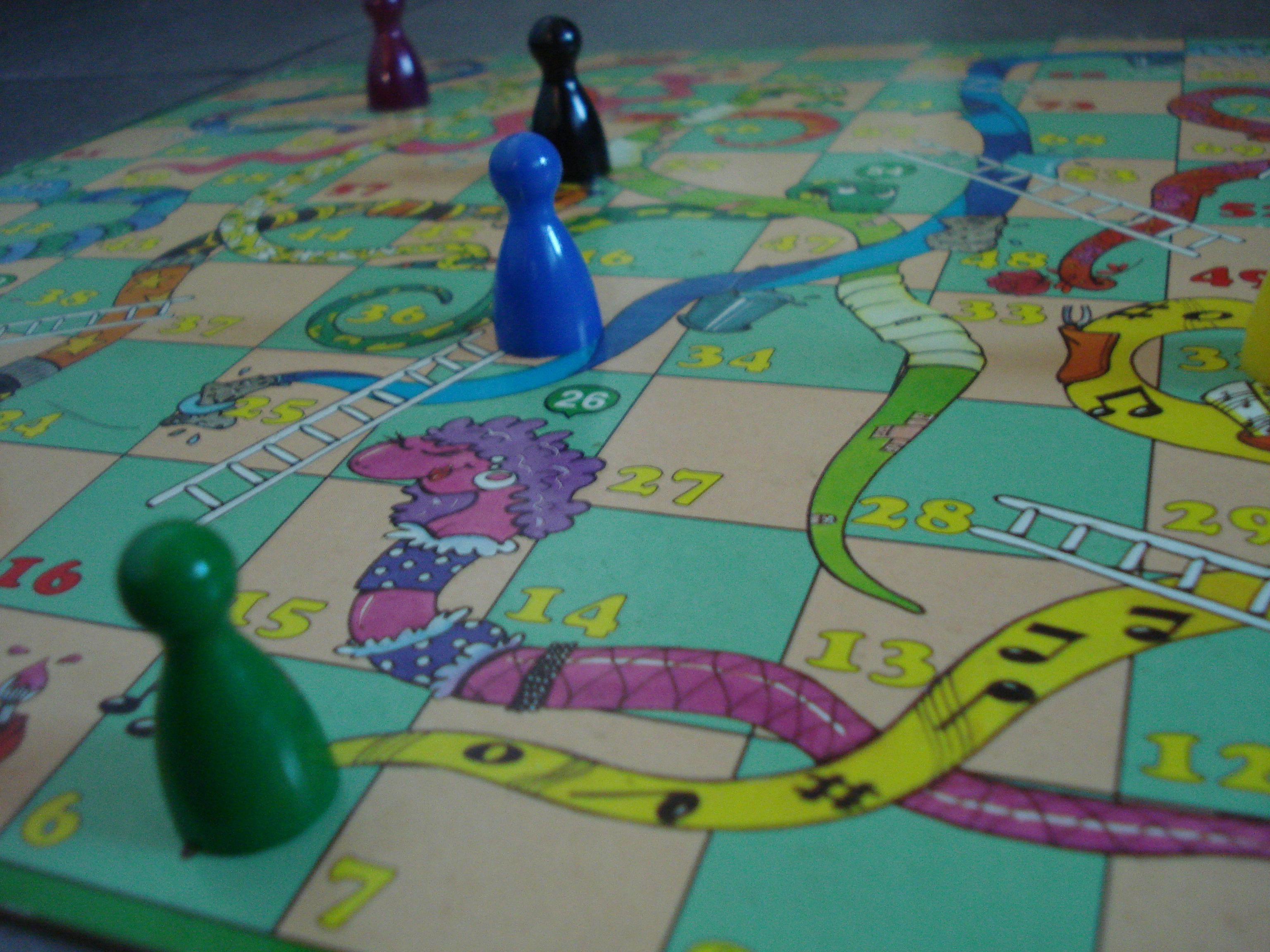
Close-up

Slangen en ladders of Ladderspel is een klassiek bordspel voor kinderen.
Het wordt gespeeld met 2 of meer spelers op een bord met genummerde vakjes. Op bepaalde vakjes op het bord staan "ladders" die twee vakjes met elkaar verbinden en er zijn ook een aantal "slangen" die vakjes verbinden. De grootte van het bord, meestal 8×8 soms 10×10 of 12×12 en het aantal slangen en ladders varieert per bord. Beide kunnen de lengte van de speeltijd beïnvloeden.

## Spelen
Spelers beginnen op het vakje één of het denkbeeldige vakje naast de één en gooien achter elkaar met een dobbelsteen. Het aantal ogen van de dobbelsteen wordt ook gelopen. Komt een speler op een vakje met de onderkant van een ladder dan gaat de speler automatisch omhoog via deze ladder. Belandt een speler op een vakje met een slangenkop dan glijdt deze speler automatisch omlaag via deze slang en komt te staan op het vakje met het uiteinde van de slang. De speler die als eerste het hele bord heeft afgelegd en bovenin aankomt is de winnaar.

## Oorsprong
Slangen en ladders is een spel uit het hindoeïsme. Een slang geeft een slechte eigenschap weer en een ladder geeft een goede eigenschap weer.